# 吉良氏朝
吉良 氏朝（きら うじとも、天文12年（1543年） - 慶長8年9月6日（1603年10月10日））は、戦国時代から安土桃山時代にかけての武将。世田谷城城主。初名は頼貞、号は学翁斎。

## 概要
吉良頼康の養子。父は遠江今川氏の堀越六郎（実名不詳）。母は北条氏綱の娘・崎姫。妻は北条幻庵の娘・鶴松院。子は蒔田頼久。なお、吉良頼康の妻も氏綱の娘とされており、義理の伯父と甥の養子縁組にあたる。生年については天文11年（1542年）とする説もある。
堀越六郎は河東一乱の際に後北条氏に味方して今川氏に叛旗を翻した堀越氏延の子とされ、天文13年（1544年）以降、今川氏の圧迫によって堀越氏は遠江から姿を消している。弘治3年（1557年）に伊豆国山木郷にいた高源院が、早雲寺内に正覚院を創建して六郎の菩提を弔っているため、六郎自身の消息は不明であるものの（ただし、氏朝の妹が天文15年生まれと推定されている）、少なくても高源院と氏朝及びその妹は弘治3年以前に遠江から北条氏を頼って伊豆に来ていたと考えられる。
天文15年（1546年）11月7日に左兵衛佐に任じられ、12月30日に従四位下に叙任された。永禄3年（1560年）に世田谷城主を継ぎ、北条氏康の娘と結婚。ただし、近年では氏康の実の娘ではなく、北条幻庵の娘で氏康の従妹にあたる女性を養女にして氏朝に嫁がせたと考えられている。
吉良頼康の時代には北条氏に従ってはいたものの、足利将軍家の御一家であり家格が高かったため、家臣ではなく食客として扱われた。北条氏からは諸役を免除され、吉良家独自の印判を用いることが認められていたこと、また北条氏康からの一字拝領も偏諱ではなく、上の一字が与えられていることからも、特別な待遇を与えられていたことがわかる。しかし、弘治年間に入ると、氏康が直接吉良家の家臣に命令を下す事例が見られるようになり、次第に吉良家家臣団の解体が進む。さらに頼康の跡を次いだ氏朝の代には吉良家自体も北条家の家臣として取り込まれ、軍役などに応じるようになっていった。ただし、これについては、吉良氏家臣団は両属化はしたものの、最後まで完全な北条氏の家臣に組み入れられた訳ではない、とする異論もある。
吉良氏朝の入嗣について、母方が北条氏であることを重視して「北条氏が吉良氏に強制介入して換骨奪胎していった」とする荻野三七郎や「北条氏が吉良氏の権威を克服して、吉良氏の所領と家臣を北条氏領国に編入していった」とする黒田基樹の評価があることに対し、父方が吉良氏の支族である遠江今川氏＝堀越氏であることを重視して「足利氏に連なる権威・貴種の温存を図るとともに、吉良氏が関東に広く持った地域的なネットワークや武家故実を始めとする文化・儀礼の維持・継承が期待されていた」とする谷口雄太の評価もある。
天正18年（1590年）の小田原征伐では上総国に逃れ、その後関東に入国した徳川家康に仕えて世田谷で1120石の所領を与えられた。のちに返上して隠居し、慶長8年（1603年）9月6日に61歳（または62歳）で死去。